# Johanelis Herrera Abreu
Johanelis Herrera Abreu (11 de agosto de 1995) es un deportista italiana que compite en atletismo. Ganó una medalla de oro en los Juegos Mediterráneos de 2022, en la prueba de 4 × 100 m.